# Смольное (Крым)
Смо́льное (до 1948 года Сары́-Кипча́к и Но́вый Кипча́к; укр. Смольне, крымскотат. Sarı Qıpçaq, Yañı Qıpçaq, Сары Къыпчакъ, Янъы Къыпчакъ) — исчезнувшее село в Раздольненском районе Республики Крым, располагавшееся на северо-западе района, в степной части Крыма, примерно в 1,5 километрах юго-восточнее современного села Котовское.

## История
Немецкое поселение, названное по аналогии с соседним татарским Сары-Кипчак, было основано, судя по энциклопедическому словарю «Немцы России», в начале XX века в Агайской волости Евпаторийского уезда.
По Статистическому справочнику Таврической губернии. Ч.II-я. Статистический очерк, выпуск пятый Евпаторийский уезд, 1915 г., в Агайской волости Евпаторийского уезда числилась одна деревня Сары-Кипчак, но, согласно немецкой энциклопедии, немецкое поселение имело 45 жителей.
После установления в Крыму Советской власти, по постановлению Крымревкома от 8 января 1921 года № 206 «Об изменении административных границ» была упразднена волостная система и село вошло в состав Бакальского района Евпаторийского уезда, а в 1922 году уезды получили название округов. 11 октября 1923 года, согласно постановлению ВЦИК, в административное деление Крымской АССР были внесены изменения, в результате которых округа были отменены, Бакальский район упразднён и село вошло в состав Евпаторийского района. Согласно Списку населённых пунктов Крымской АССР по Всесоюзной переписи 17 декабря 1926 года, в селе и хуторе Сары-Кипчак, в составе упразднённого к 1940 году Киргиз-Казацкого сельсовета Евпаторийского района, числилось 19 дворов, все крестьянские, население составляло 88 человек, из них 42 немца, 36 белорусов, 10 русских — вероятно, хутор был немецкий. После создания в 1935 году Ак-Шеихского района (переименованного в 1944 году в Раздольненский) Сары-Кипчак включили в его состав. Время образования села Новый Кипчак пока не установлено, на двухкилометровке РККА 1942 года обозначен просто Кипчак. Вскоре после начала Великой Отечественной войны, 18 августа 1941 года крымские немцы были выселены, сначала в Ставропольский край, а затем в Сибирь и северный Казахстан.
С 25 июня 1946 года в составе Крымской области РСФСР. Указом Президиума Верховного Совета РСФСР от 18 мая 1948 года, Сары-Кипчак объединили с Новым Кипчаком и переименовали в Смольную. 26 апреля 1954 года Крымская область была передана из состава РСФСР в состав УССР. Ликвидирован до 1960 года, поскольку в «Справочнике административно-территориального деления Крымской области на 15 июня 1960 года» селение уже не значилось (согласно справочнику «Крымская область. Административно-территориальное деление на 1 января 1968 года» — в период с 1954 по 1968 годы, как посёлок Славновского сельсовета).